# Bad Taste (discográfica)
Bad Taste es la principal compañía discográfica de Islandia. Originalmente se llamaba Smekkleysa y había surgido en reemplazo de Gramm Records, después de que ésta entrara en bancarrota a fines de la década de 1980.
Con la conclusión de Gramm Records, sus creadores, Einar Örn Benediktson y Ásmundur Jónsson junto a otros crearon a Smekkleysa, que en islandés significa “mal gusto” y más tarde fue cambiado a su equivalente en inglés: Bad Taste, aunque ambas designaciones son aceptadas.

El origen del nombre de esta organización surge del aforismo de Picasso: “El buen gusto es el enemigo de la creatividad”.
La gente que estuvo detrás de Bad Taste eran jóvenes artistas y músicos islandeses. Posteriormente se dedicaron a la rama musical y de esta manera dieron lugar a The Sugarcubes, banda que se hizo famosa a nivel mundial y dio lugar a que la cantante Björk se desarrollara posteriormente como solista.
En los humildes principios este grupo de jóvenes innovadores tenían ideas contraculturales y muy creativas para romper con la tradición de la escena artística y musical de Islandia.

Debido a que el "buen gusto" y la "frugalidad" son los principales enemigos de la creatividad y el bienestar, Bad Taste se concentra en enfocar sus esfuerzos para luchar contra cualquier cosa catalogada dentro del buen gusto o la frugalidad.

Uno de los proyectos de Bad Taste es la creación de una estación de radio llamada Demon Radio. También premian con medallas a aquellos que se han destacado en los ideales de Bad Taste y abrirán un restaurante/club llamado "The Dirt Pit".

Desde el primer día, la meta de Bad Taste es la de la publicación del trabajo de sus miembros (ya se trate de música, novelas, poemas, etc.).

La primera realización, fue una postal dibujada por Friðrik Erlingsson, en ese momento un guitarrista de The Sugarcubes. La postal tenía a las caras de Mijaíl Gorbachov y Ronald Reagan quienes en ese momento tenían una "cumbre por la paz" en Reykjavík. La postal se vendió a cifras impensables y el dinero recaudado sirvió para que la compañía lanzara el primer álbum, un sencillo de 7" de The Sugarcubes llamado Einn Mol'á Mann (Un Cubo Por Cabeza), el cual tenía las versiones islandesas de "Birthday" y "Cat". Debido a que el mismo no tuvo una buena venta se lo podía conseguir a través del Departamento de Pedidos (que comenzó en 1992) hasta el año 2000.

A medida que The Sugarcubes comenzó con su fama mundial, Bad Taste disponía de más dinero para destinarlo en sus proyectos.

## Artistas
- Baldur
- Björk

- Einar Örn

- KUKL
- Maus
- Múm
- Olympia
- Sigur Rós
- The Sugarcubes
- Unun